# Heteropterys occhionii
Heteropterys occhionii är en tvåhjärtbladig växtart som beskrevs av André M. Amorim. Heteropterys occhionii ingår i släktet Heteropterys och familjen Malpighiaceae. Inga underarter finns listade i Catalogue of Life.